# Preussiska Kronorden
Kronorden var en preussisk kunglig orden instiftad 1861. Sedan 1918 är orden en husorden tillhörande det preussiska huset Hohenzollern.